# 宜宾芽菜

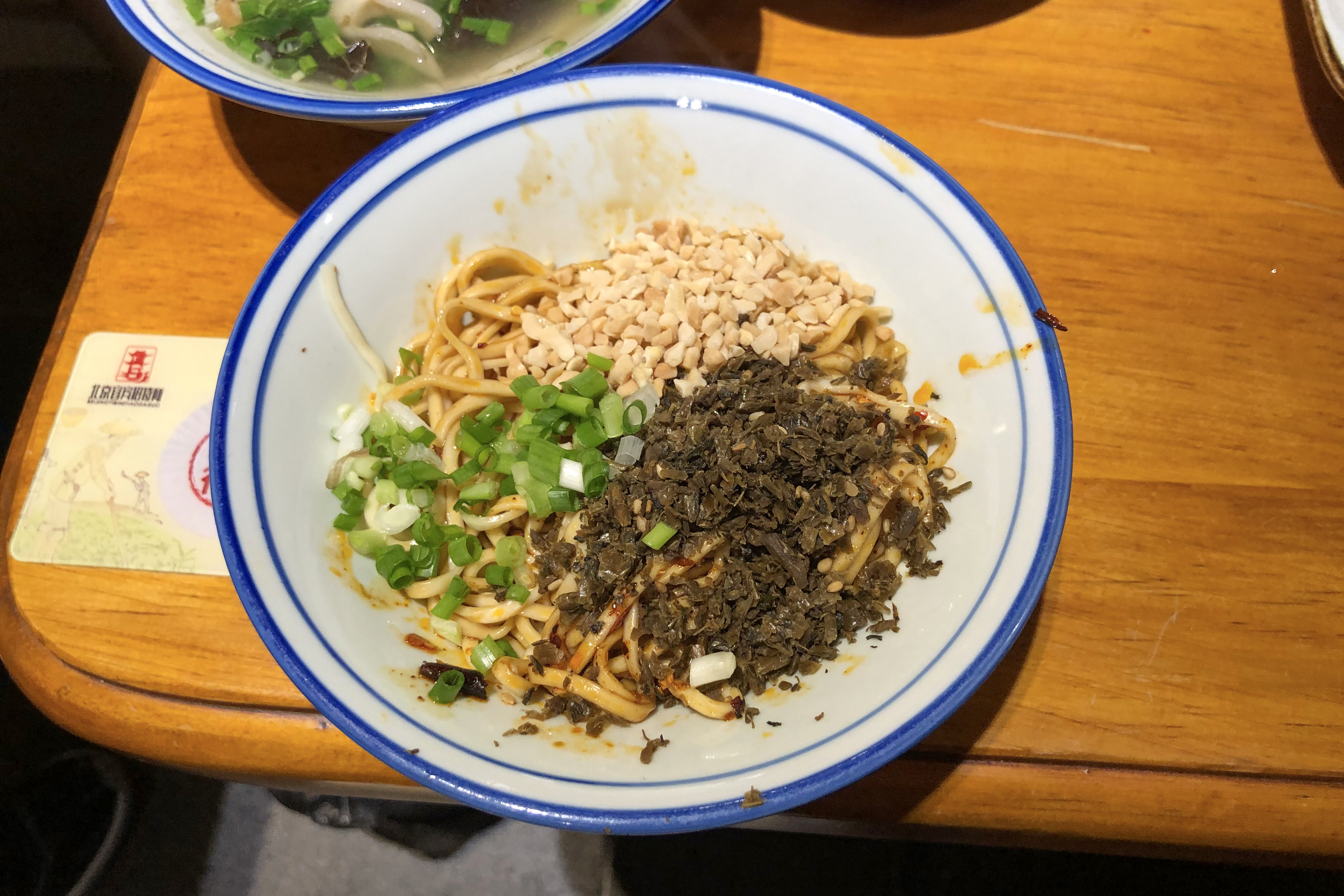
添加在宜宾燃面上的芽菜（右下）

宜宾芽菜、又称叙府芽菜，是一道四川宜宾特色腌菜。它与涪陵榨菜、南充冬菜、内江大头菜齐名为四川四大腌菜之一。

## 特点
它以鲜芥菜剖丝为作料，以晾枯、腌制成型，可以作为下饭菜，也可以作为一些菜的辅料，包括芽菜扣肉、燃面、红桥猪儿粑、干煸四季豆、肉片汤等。